# Francesca Thyssen-Bornemisza
Pour les articles homonymes, voir Thyssen.
Francesca Thyssen-Bornemisza, dite « Chessie » dans sa jeunesse, née en 1958 sur les bords du Léman, est la fille du baron Hans Heinrich Thyssen-Bornemisza et de Fiona Campbell-Walter. Après le divorce de ses parents au milieu des années 1960, elle s'installe avec sa mère à Londres. Par la suite, elle fait des études d'histoire de l'art au collège Saint Martins. 
Elle épouse le 31 janvier 1993, parmi 600 invités, l'archiduc Charles de Habsbourg-Lorraine, dont elle vit séparée depuis 2003, et divorce en 2017. Ils ont trois enfants :
- Eleonore Jelena Maria del Pilar Iona (Salzbourg, 28 février 1994). Elle épouse le 20 juillet 2020 Jérôme d'Ambrosio ;
- Ferdinand Zvonimir Marie Balthus Keith Michal Otto Antal Bahnam Leonhard (Salzbourg, 21 juin 1997) ;
- Gloria Maria Bogdana Paloma Regina Fiona Gabrielle (Salzbourg, 15 octobre 1999).

Elle crée la fondation ARCH (Art Restoration for Cultural Heritage) œuvrant pour la sauvegarde du patrimoine artistique de l'Europe de l'Est. Elle participe à la gestion de la collection d'art familiale, organisant des expositions dans la Villa Favorita.
En 1992, elle visite l'île croate de Lopud, peu de temps après le siège de Dubrovnik. Elle y découvre notamment le monastère franciscain Notre-Dame-de-la-Grotte, fondé en 1483. Après quelques visites, elle en obtient la concession pour 99 ans. Vingt ans de travaux ont lieu, transformant l'édifice en résidence de luxe ouverte à la location, où sont exposées des pièces de la collection familiale.